# История почты и почтовых марок Кирибати
История почты и почтовых марок Кирибати, островного государства в центральной тропической части Тихого океана, условно охватывает следующие этапы:
- период, когда территория Кирибати находилась под протекторатом и колониальной зависимостью от Великобритании
  - в составе островов Гилберта и Эллис (по 1975 год) и
  - в составе колонии Острова Гилберта (1976—1979)[2], и
- период после провозглашения независимости Кирибати 12 июля 1979 года[3].

Кирибати является членом Всемирного почтового союза (ВПС; с 1984) и выпускает собственные почтовые марки (с 1979).

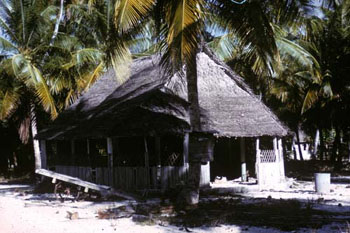
Историческое здание почты на атолле Орона, острова Феникс, Кирибати. На необитаемом ныне атолле в 1947 году имелось 530 жителей

## Развитие почты
История почты на Кирибати тесно связана с историей островов Гилберта, являвшихся частью островов Гилберта и Эллис. Государство Кирибати возникло после разделения этих островов на Кирибати и Тувалу, в результате получения ими независимости от Великобритании соответственно в 1978 (Тувалу) и 1979 году (Кирибати). 14 августа 1984 года Республика Кирибати стала полноправным членом ВПС.

## Выпуски почтовых марок

### Первые почтовые марки
Первыми почтовыми марками суверенного Кирибати стали две марки, выпущенные 19 ноября 1979 года в ознаменование независимости этого государства, на которых было указано новое название страны. В том же году появился и первый почтовый блок Кирибати.

## Коллекционирование
Собирателей почтовых марок Кирибати объединяет Филателистическое общество Кирибати и Тувалу (Kiribati and Tuvalu Philatelic Society, сокращённо KTPS). Оно базируется в Англии по адресу:

KTPS Secretary, 88 Stoneleigh Avenue, Worcester Park, Surrey, KT4 8XY, U. K.